# Ave
Аве (на латински: Ave или на латински: Aue) – латинска фраза, която римляните използвали в качеството ѝ на приветствия. В превод означава „здравей“ или „сбогом“». Фразата е повелителна форма на глагола aveo (превежда се като „бъди здрав“).
Класическото латинско произношение е – IPA: [ˈaweː], в църковния латински – IPA: [ˈave].
- Думата се използвала като приветствия към Юлий Цезар или други чиновници. Гай Светоний Транквил пише, че римския гладиатори преди бой се обръщали към Цезар с думите „Ave Caesar! Morituri te salutant!“ (в превод от латински „Аве Цезаре, отиващите на смърт те приветстват!“).

- Немският аналог на „Аве“ – „Хайл“ се използвал от нацистите също като приветствие. Освен фонетичната разлика, тук вече има и разлика в жеста с ръка (римляните вдигат ръка от лакъта, а в Германия вдигат изпъната ръка)

- Текстът на католическата молитва към Дева Мария започва с думите „Ave Maria“. В православието на тази молитва съответства „Песента на Пресвета Богородица“, започваща с думите „Богородице Дево, радвай се“.[3]